# Jægerspris
Jægerspris é um município da Dinamarca, localizado na região oriental, no condado de Frederiksborg.
O município tem uma área de 96 km² e uma  população de 9 274 habitantes, segundo o censo de 2003.